# غيثا
غيثا (14 يوليو 1962 -) هي ممثلة هندية من مواليد تشيناي في الهند. من الجوائز التي نالتها جائزة فيلم فير جنوب.

## جوائز
- جائزة فيلم فير جنوب

## وصلات خارجية
- غيثا على موقع IMDb (الإنجليزية)
- غيثا على موقع قاعدة بيانات الفيلم (الإنجليزية)